# 座頭市地獄旅
『座頭市地獄旅』（ざとういちじごくたび）は、1965年の日本映画。勝新太郎の代表作、座頭市シリーズの第12作。

## 概要
座頭市と腕の立つ浪人との戦いという、第1作以来何度か描かれるモチーフを扱った一作。また、江ノ島の祭りで十文で殴られ屋をやる十文字糺や、藤沢遊行寺で客の投げた百文銭（天保通宝）を空中で千枚通しに通してに入れてみせる座頭市の即興の興行など、当時の風俗が垣間見られるシーンもある。シリーズ第3作『新・座頭市物語』において、故郷へ戻った座頭市が「笠間のイチタ」さんと呼ばれるシーンがあるが、本作では「ガキの時分から市、市って呼ばれておりやした」ということで、「ただの市」という渾名を付けられる。

## あらすじ
館山から三浦崎に向かう船の中では、乗客たちによる丁半博打が開かれていた。市も壷振りとして参加するが、眼の見えないことをからかわれたことに腹を立て、乗客たちを手ひどくやりこめてしまう。同じ船には将棋好きの浪人、十文字糺（じゅうもんじ・ただす）が乗り合わせていた。ふとしたきっかけから将棋を指す仲になった市は腕を認められ、「ただの市」というあだ名を付けられ親交を深める。
船は江ノ島に着き、市は按摩の仕事に精を出すが、船の中でやりあった若い衆が馬入一家の者だったために、お礼参りに会ってしまう。そのもめごとに巻き込まれて怪我をしたのが元で、若い女お種と連れ立って遊芸に来ていた幼女おみきが破傷風にかかってしまった。自分のせいだと気に病んだ市は南蛮渡来の霊薬透頂香を買い、湯治のために共に箱根へと赴く。湯治宿に居合わせた客の中には、武家の友之進とその従者である六平という者がいた。友之進は父親の仇を追って旅を続けていたが、父を殺した者は定かではないが、将棋の揉め事から殺されたという。その折、六平が何者かによって殺された。

## スタッフ
- 企画：奥田久司
- 原作：子母沢寛
- 脚本：伊藤大輔
- 監督：三隅研次
- 撮影：牧浦地志
- 録音：大谷巌
- 美術：内藤昭
- 照明：小谷賢次
- 音楽：伊福部昭
- 編集：菅沼完二
- 装置：梶谷和男
- 擬斗：宮内昌平
- 邦楽：中本敏生
- 助監督：友枝稔議
- 製作主任：吉岡徹

## キャスト
- 座頭市：勝新太郎
- 十文字糺：成田三樹夫
- 佐川粂：林千鶴
- お種：岩崎加根子
- 六平：丸井太郎
- 佐川友之進：山本学
- 江島屋：遠藤辰雄
- 弁次：五味龍太郎
- ミキ：藤山直子
- 栄太：戸浦六宏
- 新三：北城寿太郎
- 桃栗：須賀不二男
- 亥之：高見国一
- 寸八：藤岡琢也
- 伝吉：山本一郎
- 友之進の父：藤川準
- 太郎左衛門後家：小林加奈枝
- 箱根の目明し：伊達三郎
- 股旅芸者：小柳圭子
- 後棒：越川一
- 先棒：沖時男
- 船頭：堀北幸夫
- 宿の主人：玉置一恵
- 江島屋の三下：山岡鋭二郎
- 鎌作の女中：森下昌子
- 箱根の宿の隠居：南正夫